# Feel Again
„Feel Again” – singel amerykańskiego zespołu pop-rockowego OneRepublic z ich trzeciego albumu studyjnego, Native. Utwór został wydany 27 sierpnia 2012 roku jako pierwszy singel promujący album zespołu. Autorami piosenki i producentami są Ryan Tedder, Brent Kutzle, Drew Brown, Noel Zancanella.

## Lista utworów
Digital download
1. „Feel Again” – 3:05

 CD Singel
1. „Feel Again” (album version) – 3:05
2. „Feel Again” (Tai remix) – 5:33

## Wydanie i promocja
Singel „Feel Again” po raz pierwszy został zaprezentowany przez zespół w programie "Good Morning America" 10 sierpnia 2012 roku. 22 sierpnia 2012 roku singel został przesłany do radia, a 27 sierpnia udostępniony do pobrania w iTunes.
Utwór był częścią kampanii społecznej Every Beat Matters (Każde uderzenie ma znaczenie) walczącej z umieralnością dzieci poniżej piątego roku życia przez takie choroby jak zapalenie płuc czy malaria. Część dochodów ze sprzedaży singla zasiliła konto organizacji Save the Children (Ratuj dzieci).
Utwór został także wykorzystany w trailerze do filmu Cudowne tu i teraz. W Polsce firma Tymbark użyła tej piosenki w reklamie swojego produktu.

## Teledysk
Teledysk do singla został nakręcony pomiędzy 31 lipca a 2 sierpnia w lesie Redwood, niedaleko San Francisco. Reżyserem klipu jest Tim Nackashi. Oficjalna premiera teledysku na kanale Vevo odbyła się 28 sierpnia 2012 roku. W klipie widać sceny z udziałem członków zespołu, a także fanów grupy. W teledysku wykorzystano różnorodne efekty świetlne.

## Pozycje na listach i certyfikaty
| Notowanie (2012/2013)                   | Najwyższa pozycja |
| --------------------------------------- | ----------------- |
| Austria (Ö3 Austria Top 40)             | 19                |
| Belgia (Ultratop 50 Flanders)           | 17                |
| Luksemburg (Billboard Digital Songs)    | 8                 |
| Kanada (Canadian Hot 100)               | 59                |
| Niemcy (Media Control Charts)           | 9                 |
| Słowacja (Radio Top 100)                | 35                |
| Szwajcaria (Schweizer Hitparade)        | 34                |
| Tajwan (Top 10 Singles)                 | 4                 |
| USA (Billboard Adult Alternative Songs) | 19                |
| USA (Billboard Adult Contemporary)      | 22                |
| USA (Billboard Adult Pop Songs)         | 9                 |
| USA (Billboard Digital Songs)           | 22                |
| USA (Billboard Hot 100)                 | 36                |
| USA (Billboard Pop Songs)               | 19                |
| USA (Billboard Radio Songs)             | 35                |

| Notowanie (2012)      | Pozycja |
| --------------------- | ------- |
| USA (Adult Pop Songs) | 50      |

| Kraj/region       | Wydawca      | Certyfikat  |
| ----------------- | ------------ | ----------- |
| Australia         | ARIA         | Złota płyta |
| Kanada            | Music Canada | Złota płyta |
| Stany Zjednoczone | RIAA         | Złota płyta |

| Kraj/region       | Wydawca      | Certyfikat  |
| ----------------- | ------------ | ----------- |
| Australia         | ARIA         | Złota płyta |
| Kanada            | Music Canada | Złota płyta |
| Stany Zjednoczone | RIAA         | Złota płyta |